# Lümanda
Lümanda är en ort på ön Ösel i Estland. Den ligger i Ösels kommun i Saare län, 26 kilometer nordväst om öns enda stad Kuressaare. Lümanda ligger 19 meter över havet och antalet invånare är 199. .

## Geografi
Terrängen runt Lümanda är platt. Runt Lümanda är det mycket glesbefolkat, med 4 invånare per kvadratkilometer. Närmaste större samhälle är Kärla, 14,1 km öster om Lümanda. I omgivningarna runt Lümanda växer i huvudsak blandskog.
Inlandsklimat råder i trakten. Årsmedeltemperaturen i trakten är 4 °C. Den varmaste månaden är juli, då medeltemperaturen är 18 °C, och den kallaste är februari, med −8 °C.

## Historia
Lümanda omnämns första gången i historiska källor 1522. Den ortodoxa kyrkan uppfördes 1867 och skolbyggnaden 1896. Idag finns ett kulturhus, ett bibliotek, ett postkontor samt en grundskola i orten, som fungerar som centrum för lokal service i de närbelägna byarna på västra Ösel. Lümanda var tidigare huvudort i Lümanda kommun som 2014 slogs samman med grannkommunerna för att bilda den kortlivade Lääne-Saare kommun. Denna ingår i sin tur sedan 2017 i Ösels kommun.

## Sevärdheter
Den ortodoxa kyrkan, Kristi förklarings kyrka, uppfördes 1867 och har en relativt anspråkslös arkitektur präglad av de äldre lutherska kyrkorna på ön. De båda tornen symboliserar Kristus dualistiska natur, som Gud och människa. Särskilt framträdande är det fyrkantiga klocktornet över västporten. För ikonostasen användes verk av flera olika konstnärer, bland dessa den finska ikonmålaren Marietta Hannula.
Kyrkan tillhör Estlands apostoliska ortodoxa kyrka (EAÕK). Till kyrkan hör även en mindre begravningsplats.
I anslutning till kyrkan står den tidigare skolbyggnaden för den ortodoxa församlingen, uppförd 1875. Byggnaden restaurerades under 1990-talet och sedan 1997 finns här en traditionell estnisk restaurang. 
1. ↑  Framräknat ur höjduppgifter (DEM 3") från Viewfinder Panoramas.[2] Mer om algoritmen finns här: Användare:Lsjbot/Algoritmer.
2. ↑  Framräknat ur variansen i alla höjduppgifter (DEM 3") från Viewfinder Panoramas, inom 10 km radie.[2] Mer om algoritmen finns här: Användare:Lsjbot/Algoritmer.